# Szuanie

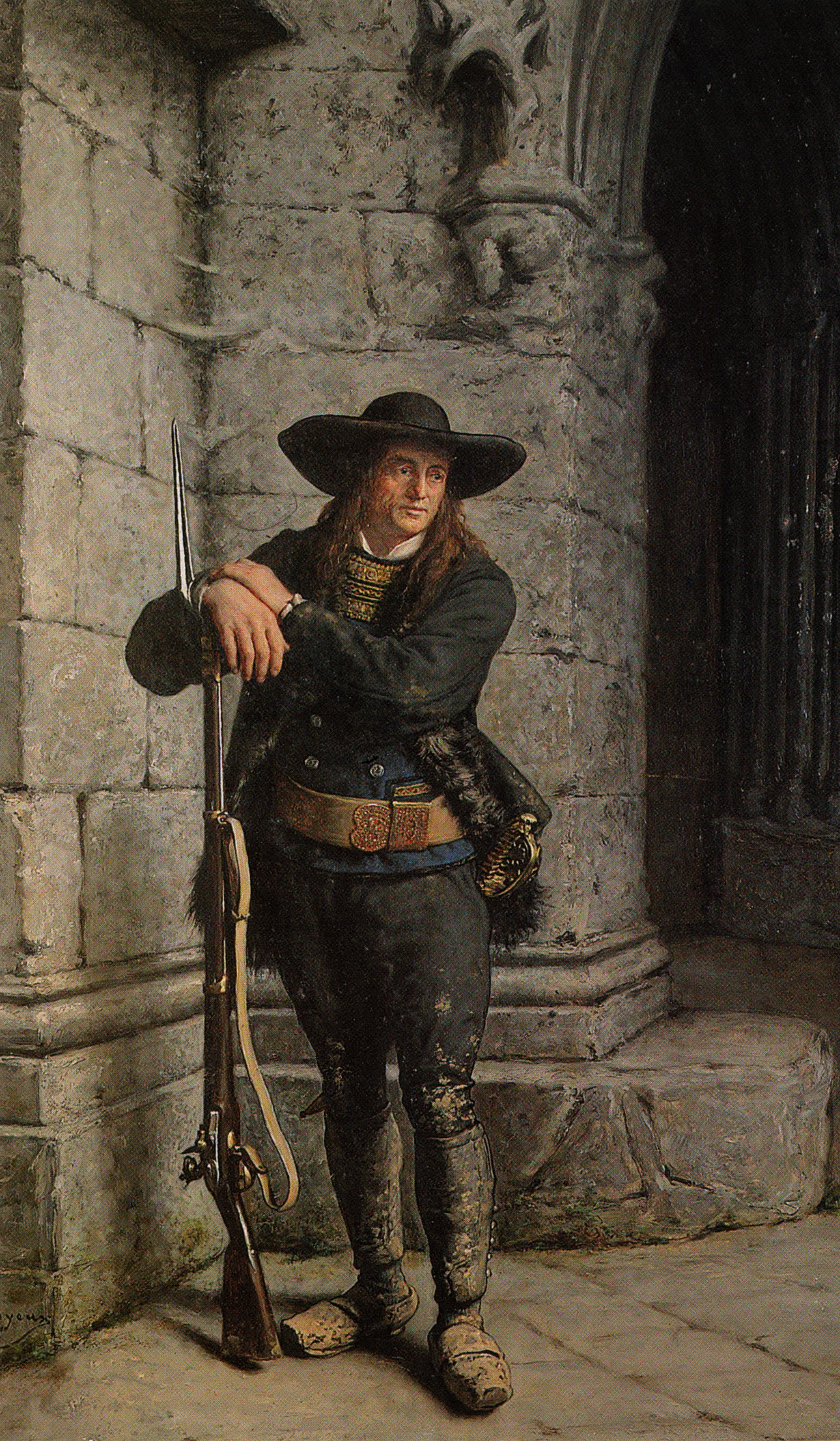
Szuan z Bretanii na obrazie Charlesa Loyeux

Szuanie (fr. les chouans) – zbuntowani chłopscy uczestnicy powstań zwanych szuanerią w okresie rewolucji francuskiej, jakie wybuchły w Bretanii i departamencie Mayenne. Nazwa w języku francuskim pochodziła od okrzyku rozpoznawczego, naśladującego głos sowy (fr. chouette). Szuanie często są błędnie utożsamiani z powstańcami wandejskimi (wojny wandejskie).  
Szuanie walczyli od 1791 do 1800 przeciwko wojskom Republiki Francuskiej. Wywodzili się spośród tych chłopów, którzy sprzeciwiali się polityce władz centralnych, uchylając się od służby wojskowej, zajmując się przemytem, a z czasem przyłączyli się do głównego nurtu antyrewolucyjnego, reprezentowanego przez rojalistów, którzy dążyli do przywrócenia monarchii i dawnej, silnej pozycji Kościoła katolickiego. Szuanie nigdy nie przekształcili się w zorganizowane oddziały wojskowe. Wojska republikańskie tworzyły jednostki fałszywych szuanów chcąc zdyskredytować w oczach francuskiej ludności cywilnej tych „prawdziwych”.  
Walki zostały zakończone rozejmem podpisanym w 1795, na mocy którego zostali objęci amnestią i pozwolono im emigrować za granicę. W grudniu 1800 szuanie dokonali nieudanego zamachu na Napoleona Bonapartego jako Pierwszego Konsula; następnie do roku 1803 podejmowali próby wywołania powstania przeciwko przyszłemu cesarzowi Francuzów, ale 25 marca 1804 główny przywódca, Georges Cadoudal, został aresztowany i po procesie, w którym wyrok zapadł 10 czerwca, został zgilotynowany 25 czerwca tegoż roku.